# Кокберн, Кэтрин
Кэтрин Троттер Кокберн (англ. Catharine Trotter Cockburn; 16 августа 1679, Лондон — 11 мая 1749, Лонгхорсли, Великобритания) - английская романистка, драматург и философ, автор работ по моральной философии и богословских трактатов.

## Биография
Кэтрин Троттер родилась в Лондоне в 1674 или 1679 году в шотландской семье. Её отец, капитан Дэвид Троттер, получил высокую оценку со стороны короля Карла II и герцога Йоркского, а мать Сара Белленден принадлежала к известной аристократической семье.
Кэтрин, младшая в семье, отличалась проницательным умом. Она не получила систематического образования, но сама изучила французский язык и с помощью друга латынь. Она с ранних лет интересовалась философией.
Кэтрин Троттер начала писать стихи в возрасте четырнадцати лет. Тогда же она анонимно опубликовала первый роман «Приключения молодой леди», позднее названный «Приключения Олинды».
Её первая пьеса «Агнес де Кастро» была поставлена двумя годами позже, в 1695 году, в Королевском театре, и напечатана в следующем году. Эта трагедия основывалась на английском переводе одноимённой французской новеллы, выполненном Афрой Бен.
В 1698 году её вторая трагедия и, пожалуй, самая популярная пьеса, «Роковая дружба», была представлена в театре в Линкольн-Инн-Филдс.
В 1700 году она была одной из английских поэтесс, которые под именами Девяти муз оплакивали смерть Джона Драйдена.
В начале 1701 года её комедия «Любовь в убыток» была поставлена в Королевском театре и опубликована в мае того же года. Позже в том же году её третья трагедия, «Несчастная кающаяся», была представлена в театре Друри-лейн. Также в 1701 году она написала «Защиту Опыта о человеческом разумении» Джона Локка и опубликовала её в мае 1702 года. С Локком её связывали дружеские отношения. Её книга заинтересовала Готфрида Лейбница.
В 1704 году Троттер написала стихотворение по случаю победы герцога Мальборо в битве при Бленхейме. В 1706 году она сочинила ещё одно стихотворение в честь герцога Мальборо. В том же году её трагедия под названием «Революция в Швеции» была показана в Театре Королевы на Хеймаркете.
В 1707 году, после глубоких размышлений и  молитв, она отреклась от римско-католической веры и вернулась в лоно англиканской церкви. В 1708 году она вышла замуж за преподобного Патрика Кокберна. Семья поселилась в Лондоне.
Кэтрин Троттер Кокберн ничего не публиковала до 1724 года. В 1732 году, живя в Абердине, она написала «Стихи, порожденные бюстами в Эрмитаже королевы». В 1740-е годы она опубликовала ещё несколько полемических сочинений на философские темы.
Кэтрин Троттер Кокберн умерла 11 мая 1749 года в Лонгхорсли и похоронена рядом с мужем и младшей дочерью.

## Философские взгляды
Кэтрин Троттер Кокберн придерживалась антропоцентрического взгляда на мораль, защищая идею о том, что человеческие существа изначально существа рациональные и общественные. Основание морали нужно искать в самой человеческой природе. Лучшей религией она считала знание своего долга и его практическое исполнение.

## Издания
- Olinda’s Adventures; or, The Amours of a Young Lady, in volume 1 of Letters of Love and Gallantry and Several Other Subjects. (London: Printed for Samuel Briscoe, 1693)
- Agnes de Castro, A Tragedy. (London: Printed for H. Rhodes, R. Parker & S. Briscoe, 1696).
- Fatal Friendship. A Tragedy. (London: Printed for Francis Saunders, 1698).
- Love at a Loss, or, Most Votes Carry It. A Comedy. (London: Printed for William Turner, 1701).
- The Unhappy Penitent, A Tragedy. (London: Printed for William Turner & John Nutt, 1701).
- A Defence of Mr. Lock’s [sic.] Essay of Human Understanding. (London: Printed for Will. Turner & John Nutt, 1702).
- The Revolution of Sweden. A Tragedy. (London: Printed for James Knapton & George Strahan, 1706).
- A Discourse concerning a Guide in Controversies, in Two Letters. (London: Printed for A. & J. Churchill, 1707).
- A Letter to Dr. Holdsworth, Occasioned by His Sermon Preached before the University of Oxford. (London: Printed for Benjamin Motte, 1726).
- Remarks Upon the Principles and Reasonings of Dr. Rutherforth's Essay on the Nature and Obligations of Virtue. (London: Printed for J. & P. Knapton, 1747). Against Thomas Rutherforth.
- The Works of Mrs. Catharine Cockburn, Theological, Moral, Dramatic, and Poetical. 2 vols. (London: Printed for J. & P. Knapton, 1751)